# Karl Felix Halm
Karl Felix Halm (Monaco di Baviera, 5 aprile 1809 – Monaco di Baviera, 5 ottobre 1882) è stato un filologo classico e bibliotecario tedesco.

## Biografia
Nel 1849, divenne rettore del Ginnasio Maximilian di Monaco e nel 1856 fu direttore della biblioteca reale e professore dell'Università di Monaco.

## Opere
Halm scrisse delle opere su Cicerone e di altri autori di prosa latina, anche se durante la sua carriera iniziale dedicò il suo tempo agli autori greci. Dopo la morte di Johann Caspar von Orelli, collaborò con Johann Georg Baiter per creare un'opera critica sugli scritti retorici e filosofici di Cicerone (1854-1862).
Ha curato numerose edizioni critiche di classici latini, perlopiù per la Teubner: Floro (1854), Tacito (in 2 voll., 1855-1856; 4ª ed., 1883); Sulpicio Severo (1866); Quintiliano (in 2 voll., 1868-1869); Marco Minucio Felice (Octavius, 1867) insieme con Firmico Materno (De errore profanarum religionum, 1867); Salviano di Marsiglia (1877) e Vittore di Vita (Historia persecutionis Africanae provinciae, 1879).